# فرابوزا سوتانا
فرابوزا سوتانا هي كومونا (بلدية) في مقاطعة كونية في منطقة بيمنتة الإيطالية ، وتقع على بعد حوالي 90 كيلومتر (56 ميل) جنوب تورينو وحوالي 20 كيلومتر (12 ميل) جنوب شرق كونية, وهنالك الاقتصاد يعتمد على السياحة الشتوية ، بناءً على منتجع التزلج القريب براتو نيفوسو .
تقع فرابوسا سوتانا على حدود البلديات التالية: فرابوزا سوبرانا وماجليانو ألبي وموناستيرو دي فاسكو وروكافورتي موندوفي وفيلانوفا موندوفي .